# Località bandiere blu in Italia (2008)
Elenco delle località italiane insignite della bandiera blu dalla FEE per l'anno 2008.

## Spiagge

### Piemonte
- Cannero Riviera

### Friuli-Venezia Giulia
- Grado
- Lignano Sabbiadoro

### Veneto

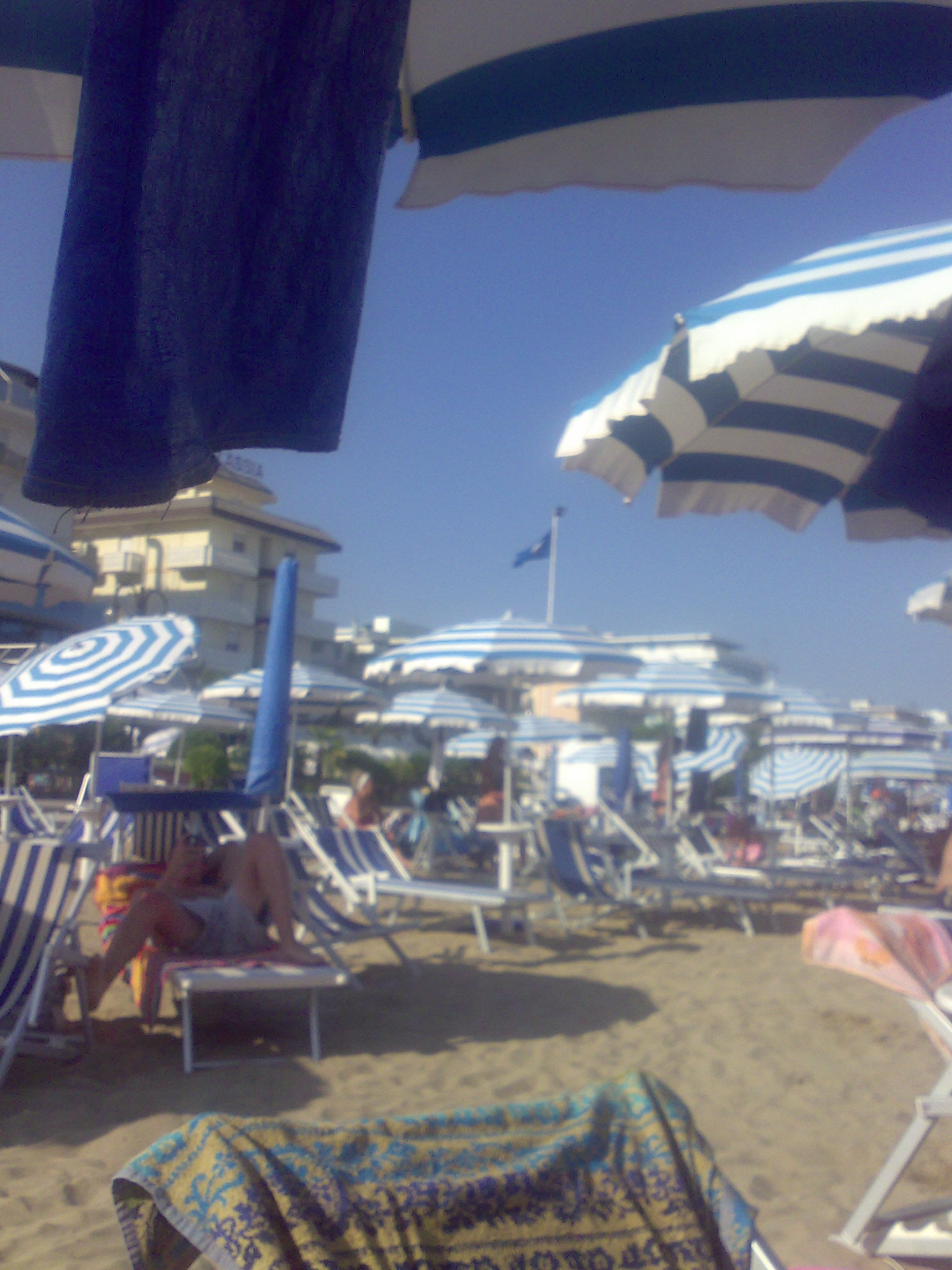
La Bandiera Blu esposta nella spiaggia di Jesolo nel 2008

- Jesolo
- Caorle
- Bibione
- Eraclea
- Cavallino-Treporti

### Liguria
- Camporosso
- Bordighera
- Finale Ligure
- Noli
- Spotorno
- Bergeggi
- Albissola Marina
- Albisola Superiore
- Celle Ligure
- Varazze
- Chiavari
- Lavagna
- Moneglia
- Lerici

### Emilia-Romagna
- Comacchio
- Lidi Ravennati
- Cervia
- Cesenatico
- San Mauro Pascoli
- Rimini
- Misano Adriatico
- Cattolica

### Toscana
- Forte dei Marmi
- Camaiore
- Viareggio
- Pisa: Marina di Pisa, Tirrenia, Calambrone
- Livorno: Antignano e Quercianella
- Rosignano Marittimo: Castiglioncello e Vada
- Cecina: Grotte e Marina di Cecina
- Bibbona: Marina di Bibbona
- Castagneto Carducci
- San Vincenzo
- Parco Nazionale della Sterpaia
- Follonica
- Castiglione della Pescaia
- Grosseto: Marina di Grosseto e Principina a Mare
- Monte Argentario

### Marche
- Gabicce Mare
- Pesaro: Lido di Ponente e Lido di Levante
- Fano: Fano Nord, Sassonia/Torrette, Marotta
- Senigallia
- Sirolo
- Numana: Numana Alta e Numana Bassa
- Porto Recanati: Scossicci
- Potenza Picena
- Civitanova Marche
- Porto Sant'Elpidio
- Fermo: Lido/Casabianca, Marina Palmense
- Porto San Giorgio
- Cupra Marittima
- Grottammare: Lungomare Nord e Lungomare Sud
- San Benedetto del Tronto

### Lazio
- Sabaudia
- Sperlonga
- Gaeta

### Abruzzo
- Martinsicuro
- Alba Adriatica
- Tortoreto
- Giulianova
- Roseto degli Abruzzi: Lungomare e Colonia Spiaggia
- Pineto: Scerne/Villa Fumosa, Villa Ardente/Torre di Cerrano
- Silvi: Arenile Sud, Lungomare Centrale, Torre di Cerrano
- Francavilla al Mare
- San Vito Chietino: Calata Turchino e Molo Sud
- Rocca San Giovanni
- Fossacesia
- Vasto: Marina di Vasto e Punta Penna
- San Salvo: Lungomare Colombo

### Molise
- Termoli
- Campomarino

### Campania
- Massa Lubrense
- Positano
- Agropoli: Trentova e San Marco
- Castellabate: Santa Maria e San Marco
- Montecorice-Agnone Cilento: Agnone e Capitello
- Pollica: Acciaroli e Pioppi
- Ascea: Marina di Velia, Petroso/Scogliera
- Pisciotta: La Gabella e Pietracciaio/Acquabianca
- Centola: Palinuro e Baia delle Molpa
- Vibonati: Villammare
- Sapri

### Puglia
- Rodi Garganico
- Mattinata
- Polignano a Mare
- Ostuni
- Ginosa

### Basilicata
- Maratea

### Calabria
- Cirò Marina
- Roccella Jonica
- Marina di Gioiosa Jonica

### Sicilia
- Fiumefreddo di Sicilia
- Pozzallo
- Menfi
- Marsala

### Sardegna
- Santa Teresa Gallura: Rena Bianca
- La Maddalena: Spalmatore

## Approdi turistici

### Liguria
- Portosole di Sanremo
- Marina degli Aregai, Santo Stefano al Mare
- Imperia mare
- Marina di Andora
- Porto Luca Ferrari, Alassio
- Vecchia Darsena di Savona
- Cala Cravieu, Celle Ligure
- Porto Carlo Riva di Rapallo
- Marina di Chiavari
- Marina di Portovenere
- Porto Lotti, La Spezia

### Toscana
- Marina di Punta Ala
- Marina di San Rocco, Grosseto
- Marina di Cala Galera

### Lazio
- Porto Turistico Riva di Traiano, Civitavecchia
- Marina di Nettuno
- Base Nautica Flavio Gioia, Gaeta

### Campania
- Sudcantieri, Pozzuoli
- Porto turistico di Capri
- Marina di Camerota

### Sardegna
- Marina di Santa Teresa Gallura
- Porto turistico di Palau
- Marina dell'orso, Poltu Quatu
- Marina di Porto Cervo
- Marina di Portisco
- Marina di Porto Rotondo
- Marina di Porto Ottiolu
- Marina di Banuei e Santa Maria Navarrese
- Marina di Capitana, Quartu Sant'Elena

### Sicilia
- Marina di Portorosa, Furnari

### Abruzzo
- Marina di Pescara

### Marche
- Porto Turistico di San Benedetto del Tronto
- Marina di Porto San Giorgio
- Porto Turistico di Numana
- Marina dei Cesari

### Emilia-Romagna
- Portoverde, Misano Adriatico
- Marina di Rimini
- Ravenna, Yacht Club
- Circolo velico ravennate
- Marina di Ravenna

### Veneto
- Marina di Albarella
- Marina del Cavallino
- Darsena dell'orologio, Caorle
- Marina 4, Caorle

### Friuli-Venezia Giulia
- Marina di Aquileia
- Darsena Aprilia Marittima
- Marina Punta Faro, Lignano
- Marina Punta Verde, Lignano
- Marina uno, Lignano
- Porto Vecchio, Lignano
- Marina Capo Nord, Latisana
- Marina di Sant'Andrea, San Giorgio di Nogaro
- Marina Punta dei Gabbiani, Latisana
- Poto San Vito, Grado
- Marina Hannibal
- Lega navale italiana, Trieste